# Munga, Tierps kommun
Munga är en by i Tierps socken i Tierps kommun. Bebyggelsen ingick till 2015 i den av SCB avgränsade och namnsatta småorten Munga, Väster-Ensta och Vida. 
Munga når man genom att åka ett par km västerut från gamla E4 vid Tierps sockenkyrka.

## Historia
Byn är mycket gammal, men den omnämns först år 1413, då den kallades Mongom. 1541 bestod den av 11 mantal skatte, vilket gör den till Tierps största och en av Nordupplands största byar vid den tiden.
1762 drabbades byn av en förödande brand, som förstörde alla husen i den tätt sammanbyggda byn. Byn har senare varit delad i två delar, Sörmunga och Norrmunga. Sörmunga omfattade på 1860-talet 15 gårdar. Byns fäbodar var belägna i Mungavallen.

## Byn
Allmogekonstnären Hans Wikström har gjort flera målningar Lars Larsgårdens i byn, byggnaden byggnadsminnesförklarades 1994.